# 悪魔のいけにえ
『悪魔のいけにえ』（あくまのいけにえ、原題: The Texas Chain Saw Massacre）は、1974年のアメリカのホラー映画。
トビー・フーパーが監督、製作、キム・ヘンケルと共に脚本を務めた。出演はマリリン・バーンズ、ポール・A・パーテイン、エドウィン・ニール、ジム・シードー、ガンナー・ハンセン。
テキサス州に帰郷した5人の男女が、近隣に住む人皮のマスクを被った大男「レザーフェイス」に襲われ殺害されていく物語。

## 概要
フーパーはこの映画を14万ドル以下（インフレーション調整後70万ドル）で製作し、撮影地であるテキサス州中部を中心に、比較的無名の俳優を起用した。限られた予算の中で、できるだけ早く撮影を終え、機材のレンタル費用を抑えるために、フーパーは週7日、長時間の撮影を余儀なくされた。
暴力的な内容のため、フーパーは配給会社を探すのに苦労したが、最終的にはブライアンストン配給会社のルイ・ペラーノがこの作品を手に入れた。フーパーはPGレーティングを得るために画面上の流血の量を制限したが、アメリカ映画協会（MPAA）はRレーティングを付けた。
いくつかの国では上映が禁止され、その暴力性に対する苦情を受けて多数の映画館が上映を中止した。当初、批評家からは賛否両論の評価を受けたが、収益性は高く、米国内興行収入は3000万ドル以上、2019年現在でおよそ1億5080万ドル以上に相当し、1974年には1650万枚以上のチケットを販売した。
電動工具を凶器として使用すること、犯人を顔のない大きな人物として描くこと、犠牲者を殺害することなど、スラッシャーというジャンルに共通するいくつかの要素を生み出した作品として知られている。この作品は、続編、前日譚、リメイク版、コミック、ビデオゲームなど、レザーフェイスとその家族の物語を続けるフランチャイズにつながった。

## あらすじ
1973年8月、テキサス州では墓荒らしや異常な殺人事件が多発していた。そんな中、サリー・ハーデスティとその兄フランクリンを含む5人の男女は、帰郷がてら墓の無事を確かめるためにテキサス州を訪れる。
一行はその道中で一人のヒッチハイカーを拾うが彼はナイフで自傷行為に及び、またフランクリンに切りかかるなどの異常な行動を起こした。ヒッチハイカーを車から追い出して、ガソリンスタンドに辿り着いたもののガソリンは売っておらず、一行は帰りの燃料に不安を抱えた状態でハーデスティ家の実家跡に辿り着く。
一行から別れて川遊びに向かったカークとパムのカップルは、近くに自家発電装置を使う屋敷を発見。カークは屋敷の主にガソリンを分けてもらおうと考えたが、屋敷の奥から人面皮を被った怪人・レザーフェイスが現れて彼をハンマーで撲殺。カークの後を追って屋敷に入ったパムは、レザーフェイスの手でミートフックへ吊るされてカークの死体が切り刻まれるところを見せつけられる。さらには、二人を探しに来たサリーの恋人ジェリーも、冷凍庫へ閉じ込められ瀕死状態のパムを見つけた途端に撲殺される。
日没後、車に残っていたハーデスティ兄妹は仲間たちを探しに向かうが、闇の中からチェーンソーを構えたレザーフェイスが現れ、フランクリンが惨殺される。サリーは森やレザーフェイスの屋敷を潜り抜けながら必死に逃げ惑った末にガソリンスタンドへ駆け込むが、店主の老人は彼女を助けるどころか袋詰めにしてレザーフェイスの屋敷へ連行した。一連の墓荒らしと殺人事件はレザーフェイス、老人、そしてヒッチハイカーらソーヤー一家の仕業だったのだ。
サリーはソーヤー一家の異常な食卓に連れていかれ、ミイラのような姿で生き永らえる一家の長・グランパの手で撲殺されそうになるが、一瞬の隙を突いて脱出する。ヒッチハイカーとレザーフェイスが追撃してきたものの、ヒッチハイカーはサリーともみ合っている最中に通りかかったトラックに轢かれて絶命。
さらにサリーは、その場を通りかかった別の車の荷台へ乗り込むことに成功する。かろうじて生き延びたサリーは狂ったようにレザーフェイスを嘲け笑い、彼女を取り逃したレザーフェイスは朝焼けの中でチェーンソーを振り回す。

## 登場人物

### 主人公と仲間たち
サリー・ハーデスティ
本作の主人公。フランクリンの妹でジェリーの恋人。墓荒らしが頻発していたことから、家の墓の無事を確かめるために帰郷を兼ねてテキサス州を訪れる。自分以外の仲間達がレザーフェイスに全員殺害され、自身も追われる中でドレイトンの営むガソリンスタンドへ逃げ込むものの、ソーヤー邸に連れていかれて一晩中監禁される。
その後、隙をついて家の窓から飛び出し脱出する。レザーフェイスとヒッチハイカーに追われながらも偶然通り掛かったトラックの運転手に救われ、更に通りかかった別の車に乗り、最後は血塗れの姿でレザーフェイスを嘲笑しつつ逃げ延びる。
フランクリン・ハーデスティ
サリーの兄。車椅子に乗っている。ヒッチハイカーがつけた血の跡を辿ろうとしたり、サリー達が廃墟へ入った際一人だけ置いてけぼりにされて機嫌を損ねたり、仲間達を探す際に懐中電灯を手放さずサリーと言い争いになったりするなど、精神的に不安定な様子が垣間見える。サリーと共に仲間達を捜索している最中、レザーフェイスに見つかりその場で切り刻まれる。続編『悪魔のいけにえ2』ではミイラ化した姿で登場した。
ジェリー
サリーの恋人で、眼鏡をかけている。ドライブでは運転手を務める。暗くなっても戻って来ないカークとパムを探しにソーヤー邸に足を踏み入れ、冷蔵庫内で瀕死のパムを発見し、その直後にレザーフェイスに殺害される。
カーク
パムの恋人。車椅子のフランクリンの世話をしている。車のガソリンが無くなり、たまたま見つけたソーヤー邸でガソリンを分けてもらおうとするが、レザーフェイスにハンマーで撲殺され、最初の犠牲者となる。その後、遺体はパムの目の前で切り刻まれる。
パム
カークの恋人。占い好きで占星術ができる。彼女の占星術は後に起きる災厄を予感してしまった。戻って来ないカークの様子を見にソーヤー邸の中に入ったところ、レザーフェイスが作った不気味な家具などを目撃してしまう。脱走しようとしたところをレザーフェイスに見つかり、フックで吊るされた後、冷蔵庫の中に閉じ込められ死亡する。

### ソーヤー一家
レザーフェイス
本名はババ・ソーヤー。ソーヤー一家の四男。人間の顔面の皮を剥いで作ったマスクを被った大男。先天性の皮膚病と梅毒を患っており、病気により醜くなった自身の素顔を隠すため人皮のマスクを被っている。チェーンソーやハンマーで侵入者を惨殺し、殺した人間や動物を解剖して家具の材料に利用している。知的障害を患っているため精神年齢は8歳児程度しかなく、家のドアをチェーンソーで破壊してコックに怒られた時は彼に怯えてうずくまるなど、子どものような一面も垣間見える。夕食の支度など一家の家事を担っている。サリーの仲間たちを次々と殺害し、終盤逃げ出したサリーをチェーンソーで追いかけるが、たまたま通りかかったトラックの運転手に反撃され、脚をチェーンソーで負傷してしまう。結局サリーを取り逃がしてしまい、最後は朝焼けに照らされ、踊り狂うようにチェーンソーを振り回していた。
劇中では場面ごとに3種類のマスク・服装で登場する。通常時は「Killing」と呼ばれる男性の顔のマスクと黄色の解体作業用エプロン、料理などの家事をする時は「Old Lady Mask（Grandma Maskとも）」と呼ばれる老年女性のマスクと調理用エプロン、正装時は「Pretty Woman」と呼ばれるピエロのような厚化粧のマスクと上下紺色のスーツをそれぞれ身につけている。
ヒッチハイカー
本名はナビンズ・ソーヤー。ソーヤー一家の三男で『悪魔のいけにえ2』に登場するチョップトップの双子の弟。顔に血の跡のような大きなシミがある。落ち着きがなく、支離滅裂な言動を繰り返している。テキサス州で頻発していた一連の墓荒らしの張本人。ヒッチハイクで通り掛かったサリー達の車に乗せてもらうが、フランクリンが愛用しているナイフで自身の手を切り刻んだり、フランクリンに向けて撮った写真を車内で燃やす等の異常な行動を取ったため、耐えられなくなった一行に無理矢理下車させられた。彼等の車が発進する際、車体に自分の血でメッセージを残していった。物語終盤、サリーを追いかけていた際に偶然通りかかったトラックに轢かれ死亡した。『2』ではミイラ化した姿で登場し、レザーフェイスやチョップトップにパペットの様な扱いをされる。
コック（老人）
本名はドレイトン・ソーヤー。ソーヤー一家の長男。普段は小さなガソリンスタンドとバーベキュー店を経営している。店の戸締りをして電気代を気にする、レザーフェイスがチェーンソーで家の扉を破壊してしまったことに激怒し説教するなど、他のソーヤー家のメンバーよりも人間くさい描写が存在するものの、彼の店にはバーベキューにされた人間の焼死体があり、それを目撃したサリーは彼も常人ではないことを悟った。レザーフェイスに追われ、自身のガソリンスタンドに逃げ込んだサリーを匿うふりをして彼女をホウキで殴り倒して気絶させた後、ソーヤー邸に拉致した。
「どうも殺しは楽しめない」と発言するも、グランパがハンマーでサリーを殴った際には嬉々として囃し立てていた。
グランパ（じい様）
ソーヤー一家の父。齢124歳。一見するとミイラのように見えるが、ちゃんと生きており口も聞ける。しかし自力では全く動けず、移動の際はソーヤー兄弟に椅子ごと運ばれている。かつては牛を一撃で仕留めるほどの屠殺の名人だったらしく、過去には5分間で60頭もの牛を仕留めたとされる（コック曰く、もっと早く牛が運ばれれば60頭以上殺せたはずとのこと）が、現在は異常な高齢のせいで握力がほとんど失われており、ろくにハンマーも握れない。
グランマ
ソーヤー一家の母。すでに亡くなっており、ミイラ化している。

### その他
カウボーイ
冒頭に登場したカウボーイ。サリーに保安官を紹介する。
トラックの運転手
終盤に登場した黒人男性。偶然サリー達の近くに通り掛かり、図らずもトラックに気づいていなかったヒッチハイカーを轢き殺す。事情を察し、レザーフェイスに追われていたサリーを助け、彼にレンチを投げつけ怯ませ、最後はサリーと反対の方角に逃走する。

## キャスト
| 役名                 | 俳優                  | 日本語吹き替え                 | 日本語吹き替え  |
| 役名                 | 俳優                  | 東京12ch版                     | BD版            |
| -------------------- | --------------------- | ------------------------------ | --------------- |
| サリー・ハーデスティ | マリリン・バーンズ    | 泉晶子                         | 坂井恭子        |
| ジェリー             | アレン・ダンジガー    | 石丸博也                       | 中林俊史        |
| フランクリン         | ポール・A・パーテイン | 秋元羊介                       | 駒谷昌男        |
| カーク               | ウィリアム・ヴェイル  | 田中秀幸                       | 小松史法        |
| パム                 | テリー・マクミン      | 高橋ひろ子                     | 森夏姫          |
| ヒッチハイカー       | エドウィン・ニール    | 青野武                         | 青山穣          |
| 老人（コック）       | ジム・シードウ        | 坂口芳貞                       | 池田ヒトシ      |
| レザーフェイス       | ガンナー・ハンセン    | 福士秀樹                       | 中林俊史        |
| グランパ（じい様）   | ジョン・ドゥガン      | 小野丈夫                       | 越後屋コースケ  |
| カウボーイ           | ジェリー・グリーン    | 郷里大輔                       |                 |
| アナウンサー         |                       | 蟹江栄司                       |                 |
| ナレーター           | ジョン・ラロケット    |                                | 青山穣          |
| トラックの運転手     | エド・グイン          |                                |                 |
| その他               |                       |                                | 関雄 森永麻衣子 |
|                      |                       |                                |                 |
| 演出                 | 演出                  | 松川陸                         | 伊達康将        |
| 翻訳                 | 翻訳                  | 大野隆一                       | 下大澤百合子    |
| 制作                 | 制作                  | ザック・プロモーション         | 東北新社        |
| 初回放送             | 初回放送              | 1979年7月24日 『火曜洋画劇場』 |                 |

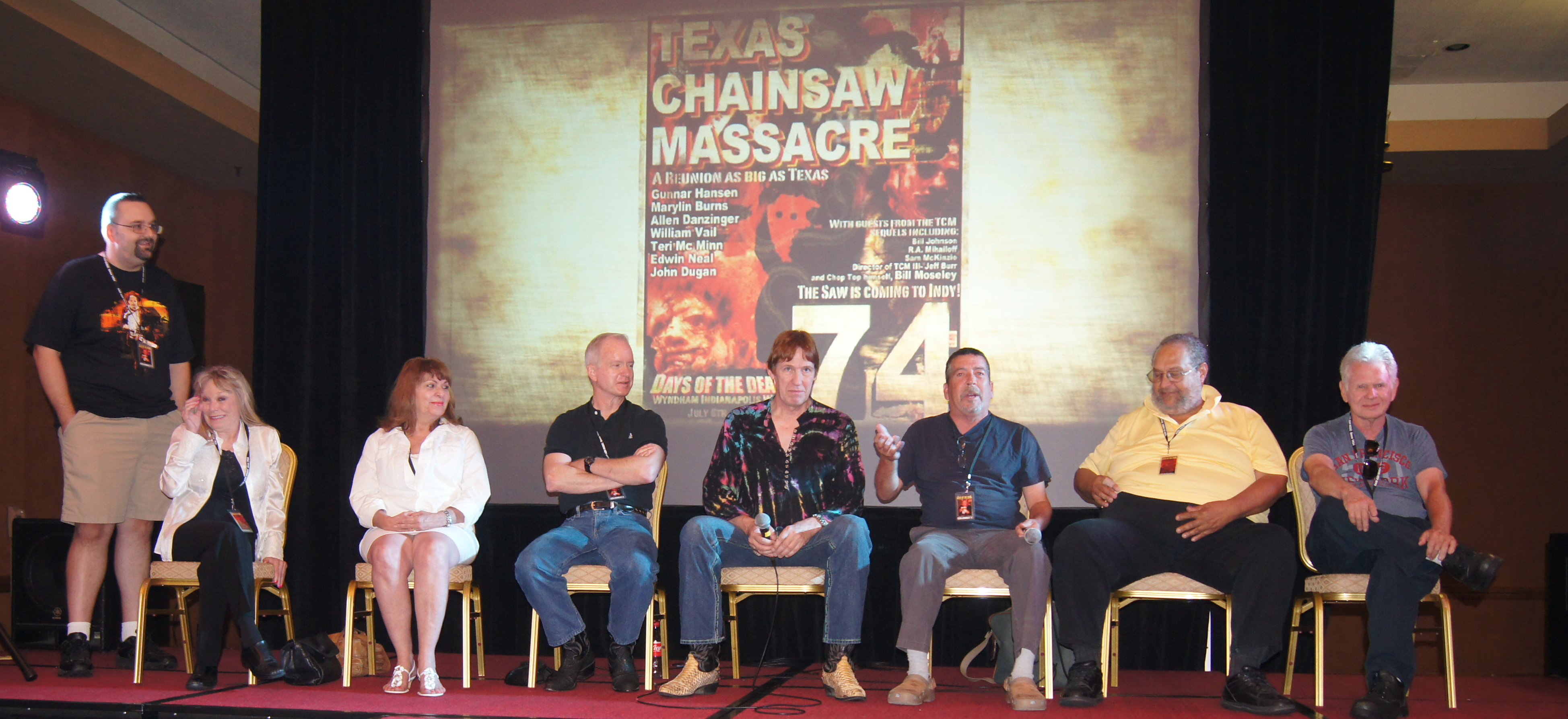
本作のキャストメンバー（左二番目より、マリリン・バーンズ、テリー・マクミン、ウィリアム・ヴェイル、エドウィン・ニール、ジョン・ドゥガン、エド・グイン、アレン・ダンジガー）

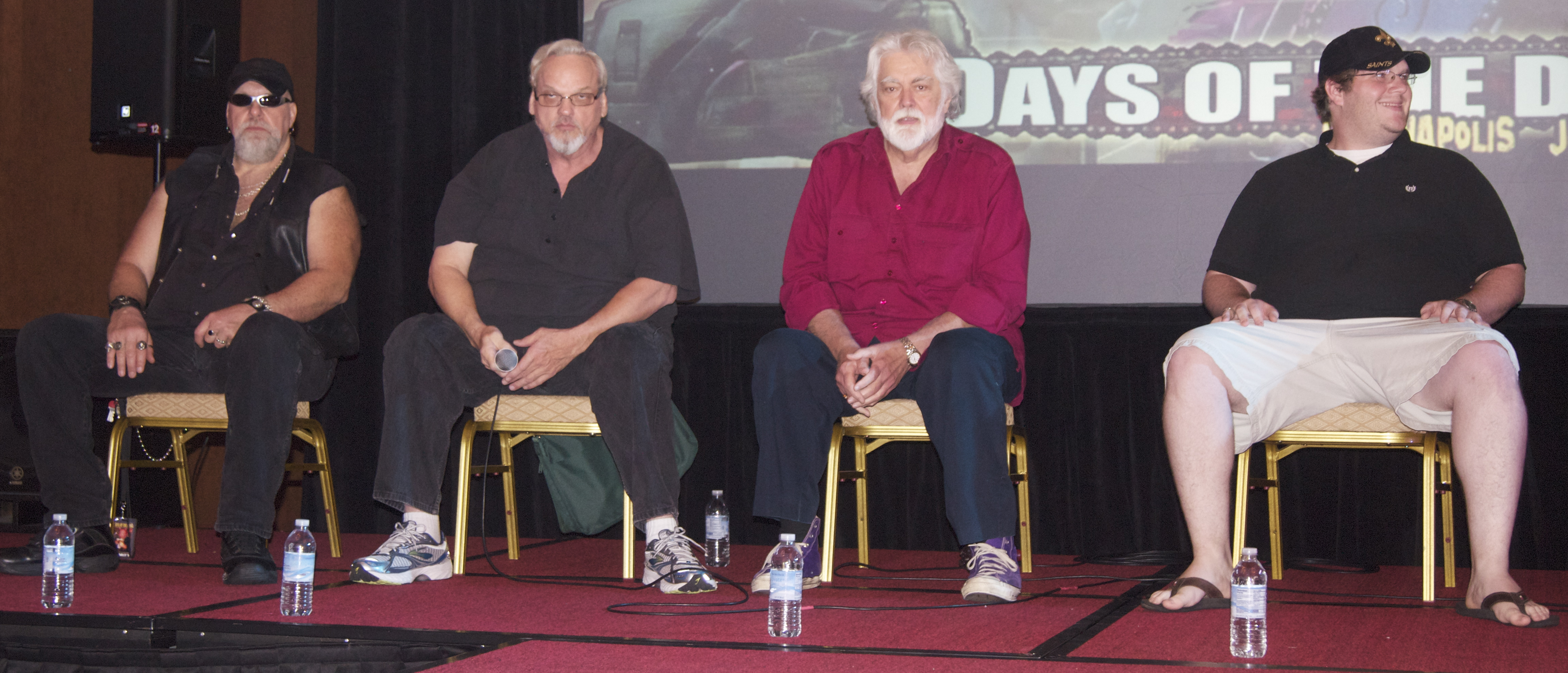
本作及び本シリーズのレザーフェイス役者達（左より、R・A・ミハイロフ、ビル・ジョンソン、ガンナー・ハンセン、ロバート・ジャックス）

- 東京12チャンネル版は2007年7月13日発売の「悪魔のいけにえ スペシャルエディション・コンプリートBOX」（DVD）のディスク3に収録。
- BD版は2015年11月4日発売の「悪魔のいけにえ 公開40周年記念版」（Blu-ray Disc）に収録。

## スタッフ
- 監督・製作・脚本 - トビー・フーパー
- 脚本 - キム・ヘンケル
- 撮影 - ダニエル・パール（『テキサス・チェーンソー』でも撮影を担当）
- 音楽 - ウェイン・ベル、トビー・フーパー

## 作品解説
監督・脚本・制作のトビー・フーパーはこの作品により全米および英国への進出を果たす。
製作費は約4000万円。公開後から2006年9月現在まで、世界中で総額60億円以上の配給収入を上げている。なお配給元のブライアンストン社はこのフィルムと上映権利を約1億円で購入した。

### エド・ゲイン事件
この作品は、1957年にウィスコンシン州プレインフィールドで実際に発生したエド・ゲインによる猟奇殺人事件をモデルにしたということが通説になっているが、フーパー本人はこの事件についてはドキュメンタリー映画アメリカンナイトメアのインタビューにて「人間の皮でランプシェードを作った男」の怪奇譚を「子供の頃に叔父から何度も聞かされ強く印象に残っていた」程度であり本作との直接的な影響は無かったが、ある評論家がエド・ゲイン事件に似通っている部分があると評したのがこのような説の流れた端緒で、後々に事件の存在を知ったとされる。映画冒頭部分のテロップ「これは真実の物語である」は少しでも観客の恐怖を煽ろうと後づけで追加した演出であり、上記事件との関連はなかったが、別段否定もせず傍観していたところ、通説のほうが流布してしまい以降その通説が定着することになったという。

### 撮影
主な撮影は、テキサス州ラウンドロック近郊のクイック・ヒル・ロード（Quick Hill Road）に位置する、1900年代初頭に建てられた農家の建物で行われた。
作品の山場でもあるソーヤー家の晩餐場面は、ほぼ撮影最終日にあたり、演者・スタッフ総出で連続撮影時間が丸一日超にも及ぶ撮影となった。外気温は40度近くに迫り、締め切った屋内でテーブル上の料理は照明の熱で見る間に腐敗臭を放ち、さらに撮影進行上、衣装も洗濯できなかったため室内は悪臭たちこめる最悪の状況だったとされる。
作品独特の粗い画像が物語全体の雰囲気を醸し出しているが、これは演出効果や技術的なものではなく、製作予算が低かったために通常の映画撮影に使われる35mmフィルムではなく、購入も現像も安価で済むサイズが一回り小さい16mmフィルムで撮影したものをスクリーンに合わせて映像のサイズを拡大したためであった。
結果的にこれがフーパーの手法と相まってプラスに働き印象に残る映像となる。ただ本人にとっては本意ではなかったようで、撮影に映画用のフィルムが使えなかったことに加え、マスターフィルムの形式から（コメント当時は）高画質版のリリースが物理的に不可能な点を残念がっていた。

### 公開
公開当初はその残酷性の高さゆえに「決して観てはいけない」と学校などで告知される事態が発生し、全米各州で上映禁止処分が下った。さらに、ドイツなど一部の国では殺人・喰人シーンなど残酷な場面をカットしたバージョンしか鑑賞が許されなかった時期があった。

### DVD・BD
日本では1998年中期から2007年初頭までの間、権利問題によりソフト化は叶わず、それ以前に発売されたDVD（1997年、ビームエンタテインメント（現：ハピネット）より発売）にプレミア価値が付けられた。
2004年9月にワーナー・ブラザースがDVDを再発売させようとしたが権利の取得に失敗し断念。しかしデックスエンタテインメントから2007年6月8日に再発売が決定。通常盤のDVDは予定通り発売されたが、テレビ放送時の音源を用いた短縮日本語吹替版の収録に関し制作のキム・ヘンケルから異議が唱えられるトラブルがあったために、当該吹替版を収録する予定であった豪華盤「コレクターズBOX」の発売は7月13日に遅れることとなった。なお当該「コレクターズBOX」においては短縮版ではなく音声の一部に吹替音源を充てた劇場公開版が収録された。
なお、DVDの再発を記念し、渋谷の映画館シアターN.渋谷にて2007年3月17日から4週間、本作がレイトショーにて再公開された。
2008年8月22日にはコレクターズBOXに以前カプコンからセットで販売されたドキュメンタリー『ファミリー・ポートレイト』と『ショッキング・トゥルース』が収録された「プレミアム・コレクションDVD-BOX」が発売。ポストカードや復刻版のパンフレットが封入された。
2009年には日本版BDが発売された。
公開から40周年にあたる2014年、4Kリマスターが施された『40周年記念版』が制作され、2015年には日本でもBDが発売されるとともにリバイバル上映が行われた。

## 受賞など
- 1974年度ロンドン映画祭最優秀賞受賞作品
- 英国監督週間上映作品
- 1974年度〜BBC最重要注意作品

## 続編
続編として『悪魔のいけにえ2』（The Texas Chainsaw Massacre 2、1986年）、『悪魔のいけにえ3 レザーフェイス逆襲』（Leatherface: Texas Chainsaw Massacre III、1990年）、『悪魔のいけにえ レジェンド・オブ・レザーフェイス』（The Return of the Texas Chainsaw Massacre、1994年）が製作された。さらに2004年に製作30周年を記念して『The Texas Chainsaw Massacre 5』と名付けられた5作目の製作がトビー・フーパー監督、製作総指揮の下でスタートされたが、脚本が完成した時点で資金面の理由により断念された。
2013年には『飛びだす 悪魔のいけにえ レザーフェイス一家の逆襲』（Texas Chainsaw 3D）のタイトルで新作が公開された。
2018年、ジュリアン・モーリーおよびアレクサンドル・バスティロ監督による前日譚『レザーフェイス -悪魔のいけにえ』（Leatherface）が5月12日より日本で公開された。奇しくも本作がトビー・フーパー最後のプロデュース作品となった。
2022年には『悪魔のいけにえ -レザーフェイス・リターンズ-』（Texas Chainsaw Massacre）が、Netflixで独占配信された。

### リメイク
マイケル・ベイの製作会社であるプラチナム・デューンズがリメイク権を獲得し、マーカス・ニスペル監督で『テキサス・チェーンソー』（The Texas Chainsaw Massacre）が2003年に公開された。さらに2006年にはジョナサン・リーベスマン監督による前日譚『テキサス・チェーンソー ビギニング』（The Texas Chainsaw Massacre: The Beginning）が公開された。

## 関連作品
- 地獄のモーテル - 本作のパロディ的作品。
- バイオハザード7 - 嗜虐的で異常な家族が描かれるなど、本作のオマージュ的な作品。
- デッドバイデイライト - コラボ企画において、プレイアブルキャラクターとして正式にレザーフェイス本人がキラー側に参戦している。